# Be One
Be One è il nono album in studio della cantante statunitense Natalie Grant, pubblicato nel 2015.

## Tracce
1. Be One – 3:10 (Natalie Grant, Becca Mizell, Sam Mizell, Emily Weisband)
2. Good Day – 3:13 (Grant, Bernie Herms, B. Mizell, S. Mizell)
3. King of the World – 3:36 (Grant, B. Mizell, S. Mizell)
4. Love Has Won – 3:34 (Josh Bronleewe, Grant, Philippa Hanna, Herms)
5. Clean – 4:37 (Grant)
6. Symphonies – 3:40 (Mia Fieldes, Herms)
7. Enough – 3:55 (Fieldes, Grant, Herms)
8. Never Miss a Beat – 3:10 (Matt Bronleewe, Sarah Reeves, Sam Tinnesz)
9. Ever Be – 5:11 (Chris Greeley, Kalley Heiligenthal, Bobby Strand, Gabriel Wilson)
10. More Than Anything – 3:09 (B. Mizell, S. Mizell)
11. Nothing but the Blood (featuring Steve Grant) – 4:33 (Grant, Robert Lowry)

Edizione Deluxe - Tracce Bonus
1. Be One (Acoustic) – 3:05
2. King of the World (Acoustic) – 3:33
3. Clean (David Thulin remix) – 4:56
4. How Great Thou Art (Live) – 5:01